# Wiensches Verschiebungsgesetz

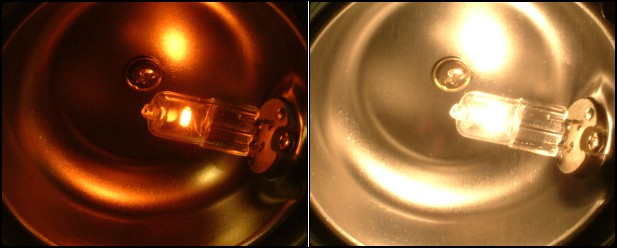
Eine gedimmte Glühwendel leuchtet bei ca. 700 °C rot, bei höheren Temperaturen orange bis gelblich-weiß

Das nach Wilhelm Wien benannte Wiensche Verschiebungsgesetz besagt, dass die Wellenlänge, bei der die Strahlungsintensität (präziser: die spektrale Leistungsdichte) eines Schwarzen Körpers ihr Maximum hat, umgekehrt proportional zu seiner thermodynamischen („absoluten“) Temperatur ist. Verdoppelt sich beispielsweise die Temperatur des Strahlers, so halbiert sich die Wellenlänge, bei der sein Strahlungsmaximum liegt. So verändert sich etwa die Farbe eines glühenden Körpers von zunächst rötlich über weißlich zu bläulich, also zu kürzeren Wellenlängen, wenn die Temperatur von 1000 K über 3000 K bis 10000 K steigt.
Neben dieser Formulierung des Gesetzes werden manchmal andere Formulierungen benutzt, die statt der Wellenlänge die Frequenz der intensivsten Strahlung oder die Wellenlänge bzw. Frequenz der höchsten Photonenrate betreffen.
Das Wiensche Verschiebungsgesetz kann aus dem Planckschen Strahlungsgesetz abgeleitet werden, das die spektrale Leistungsdichte der Strahlung eines Schwarzen Körpers beschreibt. Wien hatte es bereits einige Jahre vor Entdeckung dieses Gesetzes aus thermodynamischen Überlegungen ableiten können.

## Allgemeines

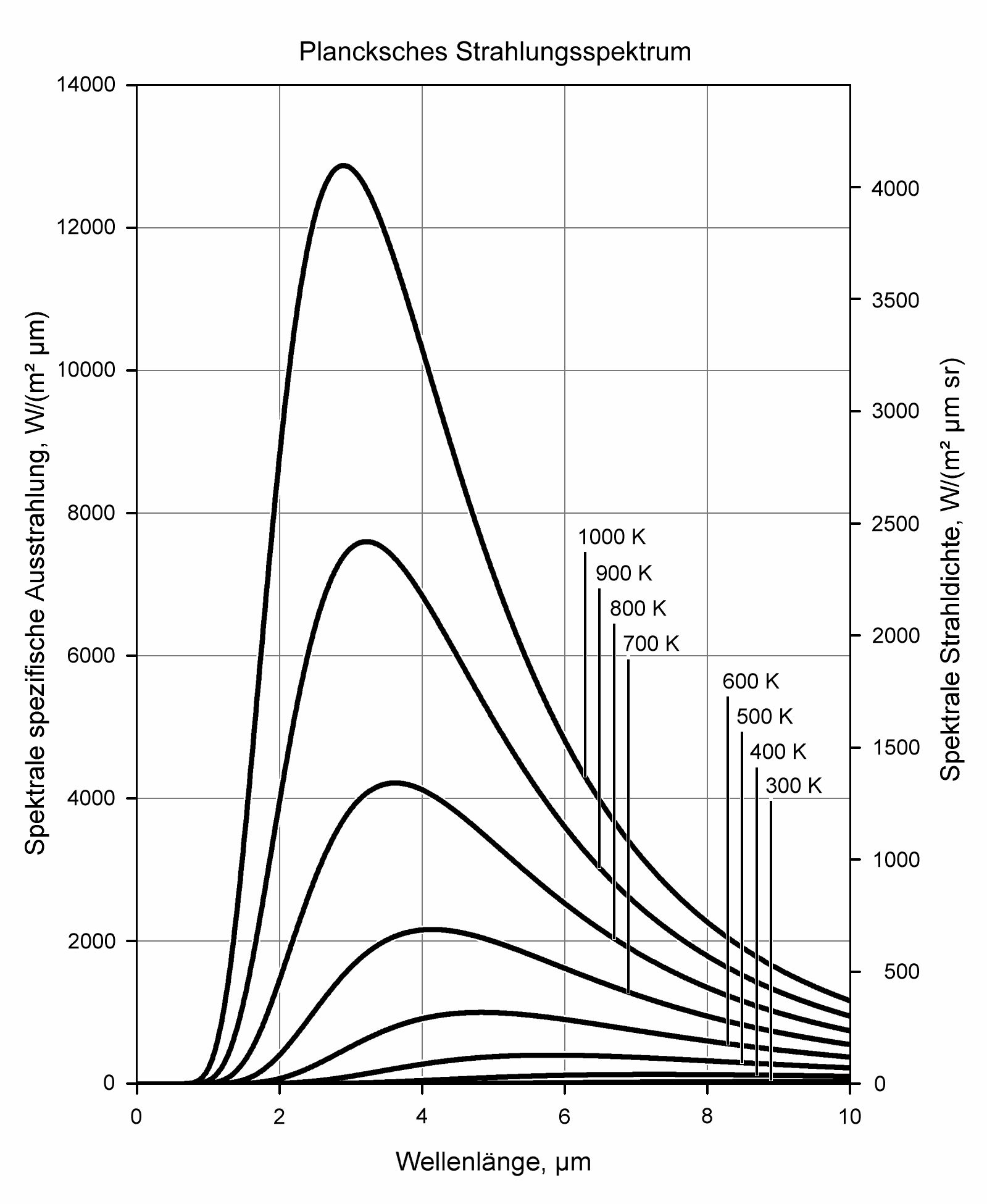
Plancksche Strahlungsspektren für verschiedene Temperaturen

Die von einem Schwarzen Körper abgegebene Wärmestrahlung ist ein Gemisch elektromagnetischer Wellen aus einem breiten Wellenlängenbereich. Die Verteilung der Strahlungsintensität auf die einzelnen Wellenlängen wird durch das Plancksche Strahlungsgesetz beschrieben. Sie weist ein deutliches Maximum auf, dessen Lage mit dem Wienschen Verschiebungsgesetz einfach berechnet werden kann.
Je höher die Temperatur eines Körpers ist, bei desto kürzeren Wellenlängen liegt das Maximum der Verteilung. Daher gibt zum Beispiel Stahl bei Raumtemperatur unsichtbare infrarote Strahlung („Wärmestrahlung“) ab, warmer glühender Stahl leuchtet dunkelrot. Heißer flüssiger Stahl glüht fast weiß, da neben der Verschiebung des Maximums in einen kurzwelligeren, bläulichen Bereich auch die Intensität aller Wellenlängen im Spektrum erhöht wird (weißes Licht besteht aus mehreren Wellenlängen des sichtbaren Spektrums).

### Maximum der Strahlungsintensität
Die gebräuchlichste Formulierung des Verschiebungsgesetzes beschreibt die Wellenlänge, bei der das Maximum der Strahlungsintensität liegt. Sie lautet:
{\displaystyle \lambda _{\mathrm {max} }(T)={\frac {b}{T}}\approx 2897{,}8\,\mathrm {\mu m} \cdot {\frac {1}{T/\mathrm {K} }}}
mit
| {\displaystyle \lambda _{\mathrm {max} }} | : Wellenlänge, bei der die Intensität maximal ist (in μm) |
| {\displaystyle T}                         | : absolute Temperatur des Schwarzen Körpers (in K)        |
Die Konstante {\displaystyle b} wird als Wiensche Verschiebungskonstante oder einfach Wien-Konstante bezeichnet. Ihr Wert ergibt sich aus
{\textstyle b={\frac {hc}{k_{\mathrm {B} }}}\cdot {\frac {1}{4{,}965\,114\,\ldots }}=2897,8\ldots \;\mathrm {K\,m} },
wobei die hier als 4,965114... angegebene Zahl die Lösung der Gleichung {\textstyle x=5(1-\mathrm {e} ^{-x})} ist. Sie hat einen exakt bekannten Wert, weil die Planck-Konstante {\displaystyle h}, die Lichtgeschwindigkeit {\displaystyle c} und die Boltzmann-Konstante {\displaystyle {k_{\mathrm {B} }}} seit der SI-Reform von 2019 für die Definition der Maßeinheiten verwendet werden und exakte Zahlenwerte zugewiesen bekommen haben. 
Gelegentlich ist anstelle der Wellenlänge die Frequenz von Interesse, bei der das Intensitätsmaxium liegt. Diese Frequenz ist:
{\displaystyle \nu _{\mathrm {max} }=5{,}8789\cdot 10^{10}\,\mathrm {Hz} \cdot T/\mathrm {K} }
Diese Frequenz ist nicht die Frequenz, die gemäß der für alle Wellen geltenden Umrechnungsformel {\displaystyle \textstyle \nu =c/\lambda } der Maximumswellenlänge {\displaystyle \lambda _{\mathrm {max} }} entsprechen würde, sondern um einen temperaturunabhängigen  Faktor von ca. {\displaystyle 0{,}6} kleiner. Die Lage des Maximums ist daher unterschiedlich, je nachdem ob die Strahlungsverteilung als Funktion der Wellenlänge oder der Frequenz betrachtet wird. Dieser zunächst paradox erscheinende Umstand wird im nächsten Abschnitt näher erläutert.

### Maximum der Photonenrate
Für manche Prozesse wie beispielsweise die Photosynthese ist statt der einfallenden Strahlungsintensität die einfallende Photonenrate ausschlaggebend. Die Wellenlänge, bei der das Maximum der Photonenrate liegt, ist
{\displaystyle \lambda _{\mathrm {max,Ph} }=3669{,}7\,\mathrm {\mu m} \cdot {\frac {1}{T/\mathrm {K} }}}
Die Frequenz, bei der das Maximum der Photonenrate liegt, ist
{\displaystyle \nu _{\mathrm {max,Ph} }=3{,}3206\cdot 10^{10}\,\mathrm {Hz} \cdot T/\mathrm {K} }
Auch hier ergibt sich die Frequenz des Maximums nicht einfach durch Umrechnung aus der Wellenlänge des Maximums.

## Unterschiedliche Maxima in Wellenlängen- und Frequenzdarstellung
Die Tatsache, dass die Lage des Intensitätsmaximums unterschiedlich ist, je nachdem ob die Strahlungsverteilung als Funktion der Wellenlänge oder der Frequenz betrachtet wird – dass es also keine objektive Lage des Maximums gibt – beruht darauf, dass die Strahlungsverteilung eine Dichteverteilung ist. Bei der Form der Planckschen Kurve unterscheiden sich die Wellenlängen an beiden Intensitätsmaxima unabhängig von der Temperatur um den Faktor ca. {\displaystyle 0{,}6}. Beim Sonnenlicht bedeutet das z. B., dass das Intensitätsmaximum bezüglich der Wellenlänge bei 500 nm (grün) liegt, bezüglich der Frequenz aber bei ca. 830 nm, also im für Menschen unsichtbaren nahen Infrarot.
Im Falle eines Strahlungsspektrums ist es nämlich nicht möglich, für eine gegebene einzelne Wellenlänge eine zugehörige Strahlungsintensität anzugeben. Da die abgegebene Strahlungsleistung in jedem Wellenlängenintervall eine endliche Anzahl von Watt enthält, das Intervall jedoch aus unendlich vielen Wellenlängen besteht, entfallen auf jede einzelne Wellenlänge Null Watt.
Man betrachtet daher nicht eine einzelne Wellenlänge {\displaystyle \lambda }, sondern ein kleines die betreffende Wellenlänge umgebendes Wellenlängenintervall, setzt die in diesem Intervall enthaltene (endliche) Strahlungsleistung {\displaystyle \Delta P(\lambda )} ins Verhältnis zur (endlichen) Intervallbreite {\displaystyle \Delta \lambda } und lässt das Intervall gedanklich auf Null schrumpfen. Obwohl die im Intervall enthaltene  Leistung wie auch die Intervallbreite dabei jeweils gegen Null gehen, strebt das Verhältnis der beiden gegen einen endlichen Grenzwert, die spektrale Leistungsdichte {\displaystyle S_{\lambda }} bei der betrachteten Wellenlänge {\displaystyle \lambda }
{\displaystyle {\frac {\Delta P(\lambda )}{\Delta \lambda }}\to S_{\lambda }(\lambda )},
die beispielsweise in Watt pro Mikrometer gemessen wird. Diagramme, die das Spektrum der abgestrahlten Leistung darstellen, zeigen diese Größe als Kurve über der Wellenlänge aufgetragen. Das Konzept der spektralen Leistungsdichte ist dasselbe, das beispielsweise auch der Massendichte zugrunde liegt: Die in einem gegebenen Punkt eines Gegenstandes enthaltene Masse ist Null, weil ein Punkt kein Volumen hat. Betrachtet man aber die Masse, die in einem kleinen den Punkt umgebenden Volumen enthalten ist und bildet deren Verhältnis zum Volumen, erhält man auch für ein gegen Null schrumpfendes Volumen einen endlichen Zahlenwert: die Massendichte an diesem Punkt.
Soll eine als Funktion der Wellenlänge gegebene spektrale Leistungsdichte {\displaystyle S_{\lambda }(\lambda )} in die frequenzabhängige Darstellung {\displaystyle S_{\nu }(\nu )} umgewandelt werden, so folgt der Zahlenwert für {\displaystyle S_{\nu }(\nu )} aus der Bedingung, dass die in einem Wellenlängenintervall {\displaystyle \Delta \lambda } enthaltene Strahlungsleistung {\displaystyle \Delta P=S_{\lambda }(\lambda )\ \Delta \lambda } dieselbe sein muss wie in dem Frequenzintervall {\displaystyle \Delta \nu }, dessen Grenzen sich durch Umrechnen der Grenzen des Wellenlängenintervalls ergeben.
Man betrachte also das Intervall zwischen den Wellenlängen {\displaystyle \lambda _{1}} und {\displaystyle \lambda _{2}} – im Falle der Sonnenstrahlung könnten diese Grenzwellenlängen beispielsweise durch Fraunhofersche Linien markiert sein. Die Umrechnung der Intervallbreite in die frequenzabhängige Darstellung ergibt
{\displaystyle \Delta \lambda =\lambda _{2}-\lambda _{1}={\frac {c}{\nu _{2}}}-{\frac {c}{\nu _{1}}}={\frac {c(\nu _{1}-\nu _{2})}{\nu _{1}\nu _{2}}}=(-){\frac {c}{\nu _{1}\nu _{2}}}\Delta \nu },
wobei im Folgenden das Minuszeichen ignoriert wird, da nur die Beträge der Intervallbreiten von Interesse sind. (Das Minuszeichen spiegelt lediglich den Umstand wider, dass die Frequenz zunimmt, wenn die Wellenlänge abnimmt.) Für die Umrechnung der Spektren werden infinitesimal kleine Intervalle benötigt. Dazu lässt man im obigen Ausdruck {\displaystyle \nu _{1}\to \nu _{2}} gehen oder bildet einfach die Ableitung
{\displaystyle {\frac {\mathrm {d} \lambda }{\mathrm {d} \nu }}={\frac {\mathrm {d} (c/\nu )}{\mathrm {d} \nu }}=(-){\frac {c}{\nu ^{2}}}},
woraus folgt
{\displaystyle \mathrm {d} \lambda ={\frac {c}{\nu ^{2}}}\mathrm {d} \nu }.
Unterteilt man beispielsweise die Wellenlängenachse in gleich große Wellenlängenintervalle {\displaystyle \mathrm {d} \lambda }, werden demnach die zugehörigen Frequenzintervalle {\displaystyle \mathrm {d} \nu } für größere Frequenzen zunehmend breiter.
Da die im jeweils betrachteten Intervall enthaltene Strahlungsleistung {\displaystyle \mathrm {d} P} unabhängig von den gewählten Variablen dieselbe sein muss:
{\displaystyle \mathrm {d} P=S_{\nu }(\nu )\ \mathrm {d} \nu },
und gleichzeitig
{\displaystyle \mathrm {d} P=S_{\lambda }(\lambda )\ \mathrm {d} \lambda }
folgt für die spektrale Leistungsdichte
{\displaystyle S_{\nu }(\nu )\ \mathrm {d} \nu =S_{\lambda }(\lambda )\ \mathrm {d} \lambda =S_{\lambda }(\lambda )\ {\frac {c}{\nu ^{2}}}\ \mathrm {d} \nu }
und damit
{\displaystyle S_{\nu }(\nu )={\frac {c}{\nu ^{2}}}\ S_{\lambda }(\lambda )}
Der Zahlenwert der spektralen Leistungsdichte in der Frequenzdarstellung muss also bei zunehmender Frequenz um denselben Faktor abnehmen, um den die Breite der Frequenzintervalle zunimmt.
Hat die betrachtete Strahlungsquelle beispielsweise in der Wellenlängendarstellung eine konstante spektrale Leistungsdichte ({\displaystyle S_{\lambda }(\lambda )=\mathrm {const} }), nimmt die spektrale Leistungsdichte in der Frequenzdarstellung quadratisch mit der Frequenz ab, ist also insbesondere nicht konstant:
{\displaystyle S_{\nu }(\nu )={\frac {\mathrm {const} }{\nu ^{2}}}}.
Hat die Strahlungsquelle in der Wellenlängendarstellung {\displaystyle S_{\lambda }} bei einer bestimmten Wellenlänge ein Maximum, so ist {\displaystyle S_{\lambda }} in einer infinitesimalen Umgebung dieser Wellenlänge konstant. Dann kann {\displaystyle S_{\nu }} bei dieser Wellenlänge aber nach obiger Erläuterung bei dieser Wellenlänge nicht konstant sein, dort also auch kein Maximum haben.
Wellenlängenabhängige Größen, die keine Dichteverteilungen sind, werden von der Wellenlängen- in die Frequenzdarstellung umgerechnet, indem die der Wellenlänge {\displaystyle \lambda } zugeordnete Größe der Frequenz {\displaystyle \nu ={\tfrac {c}{\lambda }}} zugewiesen wird. Beispiele sind der wellenlängenabhängige Transmissionsgrad eines Filters oder die wellenlängenabhängige Empfindlichkeitskurve des Auges.

## Herleitungen

### Maximale Strahlungsleistung in der Wellenlängendarstellung
Die spektrale spezifische Ausstrahlung eines Schwarzen Körpers der Temperatur {\displaystyle T} wird durch das Plancksche Strahlungsgesetz beschrieben und lautet in der Wellenlängendarstellung:
{\displaystyle M_{\lambda }^{0}(\lambda ,T)={\frac {2hc^{2}}{\lambda ^{5}}}\cdot {\frac {1}{\mathrm {e} ^{\frac {hc}{\lambda kT}}-1}}}
mit
{\displaystyle M_{\lambda }^{0}(\lambda ,T)} der spektralen spezifischen Ausstrahlung in W·m−2 m−1,
{\displaystyle h} der Planck-Konstante in J·s,
{\displaystyle c} der Lichtgeschwindigkeit in m·s−1,
{\displaystyle k} der Boltzmann-Konstante in J·K−1,
{\displaystyle T} der absoluten Temperatur der Strahlerfläche in K,
{\displaystyle \lambda } der betrachteten Wellenlänge in m, sowie
{\displaystyle \mathrm {e} } der eulerschen Zahl.
Die Wellenlänge {\displaystyle \lambda _{\mathrm {max} }}, bei der diese Funktion das Maximum annimmt, findet man durch Nullsetzen der Ableitung nach {\displaystyle \lambda }:
{\displaystyle 0={\frac {hc}{\lambda kT}}\cdot {\frac {\mathrm {e} ^{\frac {hc}{\lambda kT}}}{\mathrm {e} ^{\frac {hc}{\lambda kT}}-1}}-5={\frac {hc}{\lambda kT}}\cdot {\frac {1}{1-\mathrm {e} ^{-{\frac {hc}{\lambda kT}}}}}-5}.
Die Substitution {\displaystyle x:={\frac {hc}{\lambda kT}}} vereinfacht den Ausdruck zu:
{\displaystyle {\frac {x}{1-\mathrm {e} ^{-x}}}-5=0}.
Die numerische Lösung ergibt mit der Omegafunktion W(z):
{\displaystyle x=5+W(-5/\mathrm {e} ^{5})=4{,}965\,114\,231\,7\ldots },
und die Rücksubstitution führt auf das Wiensche Verschiebungsgesetz in der Wellenlängendarstellung:
{\displaystyle \lambda _{\mathrm {max} }={\frac {hc}{xkT}}=:{\frac {b}{T}}=2897{,}8\,\mathrm {\mu m} \cdot {\frac {1}{T/\mathrm {K} }}}
Die Wellenlänge maximaler Strahlungsleistung verschiebt sich also bei einer Temperaturänderung einfach umgekehrt proportional zur absoluten Temperatur des schwarzen Strahlers: Verdoppelt sich die Temperatur des Strahlers, so tritt die größte Strahlungsleistung bei der halben Wellenlänge auf.
Die spektrale spezifische Ausstrahlung des Maximums ist proportional zu {\displaystyle T^{5}}:
{\displaystyle M_{\lambda }^{o}(\lambda _{\mathrm {max} },T)={\frac {2\pi \,x^{5}k^{5}}{h^{4}c^{3}}}{\frac {1}{\mathrm {e} ^{x}-1}}\cdot T^{5}}.

### Maximale Strahlungsleistung in der Frequenzdarstellung
In der Frequenzdarstellung ist die spektrale spezifische Ausstrahlung gegeben durch
{\displaystyle M_{\nu }^{0}(\nu ,T)={\frac {2h\nu ^{3}}{c^{2}}}{\frac {1}{\mathrm {e} ^{\left({\frac {h\nu }{kT}}\right)}-1}}}.
Nullsetzen der Ableitung nach der Frequenz {\displaystyle \nu } liefert:
{\displaystyle 3-{\frac {h\nu }{kT}}{\frac {1}{1-\mathrm {e} ^{\left(-{\frac {h\nu }{kT}}\right)}}}=0}.
Die Substitution {\displaystyle {\tilde {x}}:={\frac {h\nu }{kT}}} vereinfacht den Ausdruck zu {\displaystyle 3-{\frac {\tilde {x}}{1-\mathrm {e} ^{-{\tilde {x}}}}}=0}.
Die numerische Lösung ergibt mit der Omegafunktion W(z)
{\displaystyle {\tilde {x}}=3+W(-3/\mathrm {e} ^{3})=2{,}8214393721\dots },
und Rücksubstitution führt auf das Wiensche Verschiebungsgesetz in der Frequenzdarstellung:
{\displaystyle \nu _{\mathrm {max} }={\frac {{\tilde {x}}kT}{h}}=:b'T=5{,}879\cdot 10^{10}\,\mathrm {Hz} \cdot T/\mathrm {K} }
Die Frequenz maximaler Strahlungsleistung verschiebt sich also proportional zur absoluten Temperatur des Strahlers. Der exakte  Wert der Wienschen Konstanten b′ in der Frequenzdarstellung beträgt:
{\displaystyle b'=5{,}878\,925\,757\ldots \,\cdot \,10^{10}\,\mathrm {Hz/K} }.
Die spektrale spezifische Ausstrahlung des Maximums ist proportional zu {\displaystyle T^{3}}:
{\displaystyle M_{\nu }^{0}(\nu _{\mathrm {max} },T)={\frac {2\pi \,{\tilde {x}}^{3}k^{3}}{h^{2}c^{2}}}{\frac {1}{\mathrm {e} ^{\tilde {x}}-1}}\cdot T^{3}}.

### Maximale Photonenrate in der Wellenlängendarstellung
Die spektrale spezifische Ausstrahlung, ausgedrückt durch die Abstrahlungsrate der Photonen, ist in der Wellenlängendarstellung gegeben durch
{\displaystyle {\tilde {M}}_{\lambda }^{0}(\lambda ,T)={\frac {2\pi c}{\lambda ^{4}}}{\frac {1}{\mathrm {e} ^{\frac {hc}{\lambda kT}}-1}}}.
Nullsetzen der Ableitung nach {\displaystyle \lambda } liefert:
{\displaystyle {\frac {hc}{\lambda kT}}\cdot {\frac {1}{1-\mathrm {e} ^{-{\frac {hc}{\lambda kT}}}}}-4=0}.
Die Substitution {\displaystyle x:={\frac {hc}{\lambda kT}}} vereinfacht den Ausdruck zu {\displaystyle {\frac {x}{1-\mathrm {e} ^{-x}}}-4=0}.
Die numerische Lösung ergibt mit der Omegafunktion W(z)
{\displaystyle {\hat {x}}=4+W(-4/\mathrm {e} ^{4})=3{,}9206903948\dots },
und Rücksubstitution führt auf das Wiensche Verschiebungsgesetz für die Photonenrate in der Wellenlängendarstellung:
{\displaystyle \lambda _{\rm {max}}={\frac {hc}{{\hat {x}}kT}}=3669{,}7\,\mathrm {\mu m} \cdot {\frac {1}{T/\mathrm {K} }}}
Die spektrale Photonenrate des Maximums ist proportional zu {\displaystyle T^{4}}.

### Maximale Photonenrate in der Frequenzdarstellung
In der Frequenzdarstellung ist die spektrale spezifische Ausstrahlung, ausgedrückt durch die Abstrahlungsrate der Photonen, gegeben durch
{\displaystyle {\tilde {M}}_{\nu }^{0}(\nu ,T)={\frac {2\pi \nu ^{2}}{c^{2}}}{\frac {1}{\mathrm {e} ^{\left({\frac {h\nu }{kT}}\right)}-1}}}.
{\displaystyle 2-{\frac {h\nu }{kT}}\,{\frac {1}{1-\mathrm {e} ^{-~{\frac {h\nu }{kT}}}}}=0}.
Die Substitution {\displaystyle {\check {x}}:={\frac {h\nu }{kT}}} vereinfacht den Ausdruck zu {\displaystyle 2-{\frac {\check {x}}{1-\mathrm {e} ^{-{\check {x}}}}}=0}.
Die numerische Lösung ergibt mit der Omegafunktion W(z)
{\displaystyle {\check {x}}=2+W(-2/\mathrm {e} ^{2})=1{,}5936242600\dots },
und Rücksubstitution führt auf das Wiensche Verschiebungsgesetz für die Photonenrate in der Frequenzdarstellung:
{\displaystyle \nu _{\rm {max}}={\frac {{\check {x}}kT}{h}}=3{,}320578\cdot 10^{10}\,\mathrm {Hz} \cdot T/\mathrm {K} }
Die spektrale Photonenrate des Maximums ist proportional zu {\displaystyle T^{2}}.

## Anwendungsbeispiele
Nimmt man für die Sonne λmax ≈ 500 nm an und betrachtet sie näherungsweise als schwarzen Strahler, so ergibt sich nach dem Wienschen Verschiebungsgesetz ihre Oberflächentemperatur zu circa 5800 K. Die auf diese Weise ermittelte Temperatur heißt Wiensche Temperatur. Man vergleiche sie auch mit der über das Stefan-Boltzmann-Gesetz ermittelten Effektivtemperatur von 5777 K. Der Unterschied rührt daher, dass die den beiden Berechnungen zugrunde gelegte Annahme, die Sonne sei ein schwarzer Strahler, zwar in guter Näherung, aber nicht perfekt erfüllt ist.
Glühfarben geben Aufschluss über die Temperatur heißer (über ca. 500 °C), glühender Materialien.
Andere Beispiele sind die strahlende Erdoberfläche und die Treibhausgase. Bei den Temperaturen im Bereich von 0 °C liegt das Strahlungsmaximum im infraroten Bereich um 10 μm. Bei den Treibhausgasen kommt dazu, dass sie nur teilweise (selektive) schwarze Körper sind.

## Geschichte
Die ursprünglich von Wien aufgestellte Fassung des Verschiebungsgesetzes beschrieb die Änderung der gesamten Energieverteilungs-Kurve eines Schwarzen Körpers bei Temperaturänderung, nicht nur die Verschiebung des Strahlungsmaximums.
Aufgrund der experimentellen Untersuchungen von Josef Stefan und der thermodynamischen Herleitung durch Ludwig Boltzmann war bekannt, dass die von einem Schwarzen Körper mit der absoluten Temperatur {\displaystyle T} thermisch emittierte Strahlungsleistung mit der vierten Potenz der Temperatur ansteigt (Hauptartikel: Stefan-Boltzmann-Gesetz). Die Verteilung der Strahlungsenergie auf die verschiedenen ausgesandten Wellenlängen war jedoch noch unbekannt.
Wien konnte aufgrund thermodynamischer Überlegungen ein „Verschiebungsgesetz“ ableiten, das einen Zusammenhang zwischen den Wellenlängenverteilungen bei verschiedenen Temperaturen herstellte. Damit hätte man – wenn die Gestalt der Energieverteilung {\displaystyle \varphi (\lambda )} für eine gegebene Temperatur bekannt gewesen wäre – durch geeignete Verschiebung und Formänderung der Kurve die gesamte Kurve für jede beliebige andere Temperatur erhalten können:

„Wenn die Vertheilung der Energie als Function der Wellenlänge für irgend eine Temperatur {\displaystyle \vartheta _{0}} gegeben ist, so lässt sie sich jetzt für jede andere Temperatur {\displaystyle \vartheta } ableiten. Denken wir uns wieder die {\displaystyle \lambda } als Abscissen, die {\displaystyle \varphi (\lambda )} als Ordinaten aufgetragen. Der Flächeninhalt zwischen der Curve und der Abscissenaxe ist die Gesammtenergie {\displaystyle \psi }. Man hat nun zunächst jedes {\displaystyle \lambda } so zu verändern, dass {\displaystyle \lambda \vartheta } constant bleibt. Schneidet man an der Stelle des ursprünglichen {\displaystyle \lambda _{0}} ein schmales Stück von der Breite {\displaystyle d\lambda _{0}} und dem Inhalt {\displaystyle \varphi _{0}\ d\lambda _{0}} aus, so wird nach der Änderung diess Stück sich an die Stelle {\displaystyle \lambda } verschoben haben, aus der Breite {\displaystyle d\lambda _{0}} ist {\displaystyle d\lambda ={\frac {\vartheta _{0}}{\vartheta }}d\lambda _{0}} geworden. Da nun das Energiequantum {\displaystyle \varphi _{0}\ d\lambda _{0}} constant bleiben muss, so ist
{\displaystyle \varphi \ d\lambda =\varphi _{0}\ d\lambda _{0},\quad \varphi =\varphi _{0}\ {\frac {d\lambda _{0}}{d\lambda }}=\varphi _{0}\ {\frac {\vartheta }{\vartheta _{0}}}}.
Nun verändert sich ausserdem mit der Temperatur jedes {\displaystyle \varphi } nach dem Stefan'schen Gesetze im Verhältnis {\displaystyle {\frac {\vartheta ^{4}}{\vartheta _{0}^{4}}}}, es wird also die neue Ordinate sein
{\displaystyle \varphi =\varphi _{0}\ {\frac {\vartheta ^{5}}{\vartheta _{0}^{5}}}}.
Auf diese Weise erhält man alle Puncte der neuen Energiecurve.“

Damit war die reale Wellenlängenverteilung der Schwarzkörper-Strahlung zwar immer noch unbekannt, aber es war eine zusätzliche Bedingung gefunden, der sie bei einer Temperaturänderung unterliegen musste. Unter Zuhilfenahme einiger zusätzlicher Annahmen konnte Wien ein Strahlungsgesetz ableiten, das sich bei Temperaturänderungen in der Tat so verhält wie vom Verschiebungsgesetz gefordert. Der Vergleich mit dem Experiment zeigte jedoch, dass dieses Wiensche Strahlungsgesetz im langwelligen Bereich zu niedrige Werte liefert.
Max Planck konnte schließlich durch eine geschickte Interpolation zwischen dem Rayleigh-Jeans-Gesetz (korrekt für große Wellenlängen) und dem Wienschen Strahlungsgesetz (korrekt für kleine Wellenlängen) das Plancksche Strahlungsgesetz ableiten, das die emittierte Strahlung in allen Wellenlängenbereichen richtig wiedergibt.
Heutzutage spielt das Wiensche Verschiebungsgesetz in der ursprünglichen Fassung keine Rolle mehr, weil das Plancksche Strahlungsgesetz die spektrale Verteilung bei jeder beliebigen Temperatur korrekt beschreibt und daher keine „Verschiebungen“ auf eine gewünschte Temperatur nötig sind. Lediglich die temperaturbedingte Verschiebung des Strahlungsmaximums, die bereits aus der ursprünglichen Fassung des Verschiebungsgesetzes ableitbar ist, hat unter dem Namen Wiensches Verschiebungsgesetz überlebt.